# Russophilie
La russophilie est une sympathie, un sentiment affectueux, une préférence politique pour la Russie, la nation russe ou la culture russe, ainsi que leur rayonnement. On peut être russophile en tant que citoyen russe, en tant que membre ou descendant de la diaspora russe, en tant que conjoint d'une personne russe ou de culture russe, ou encore par admiration pour la civilisation russe.
Par métonymie, ce terme peut aussi désigner une personne ayant de la sympathie pour le système politique et les coutumes de l'ex-Union soviétique, ou qui approuve ou manifeste le nationalisme russe, ou encore l'émergence de la Russie comme superpuissance.
Les personnes concernées sont qualifiées de « russophiles » ; le terme opposé est « russophobie ».

## Russophilie dans le monde

### Russophilie en Serbie

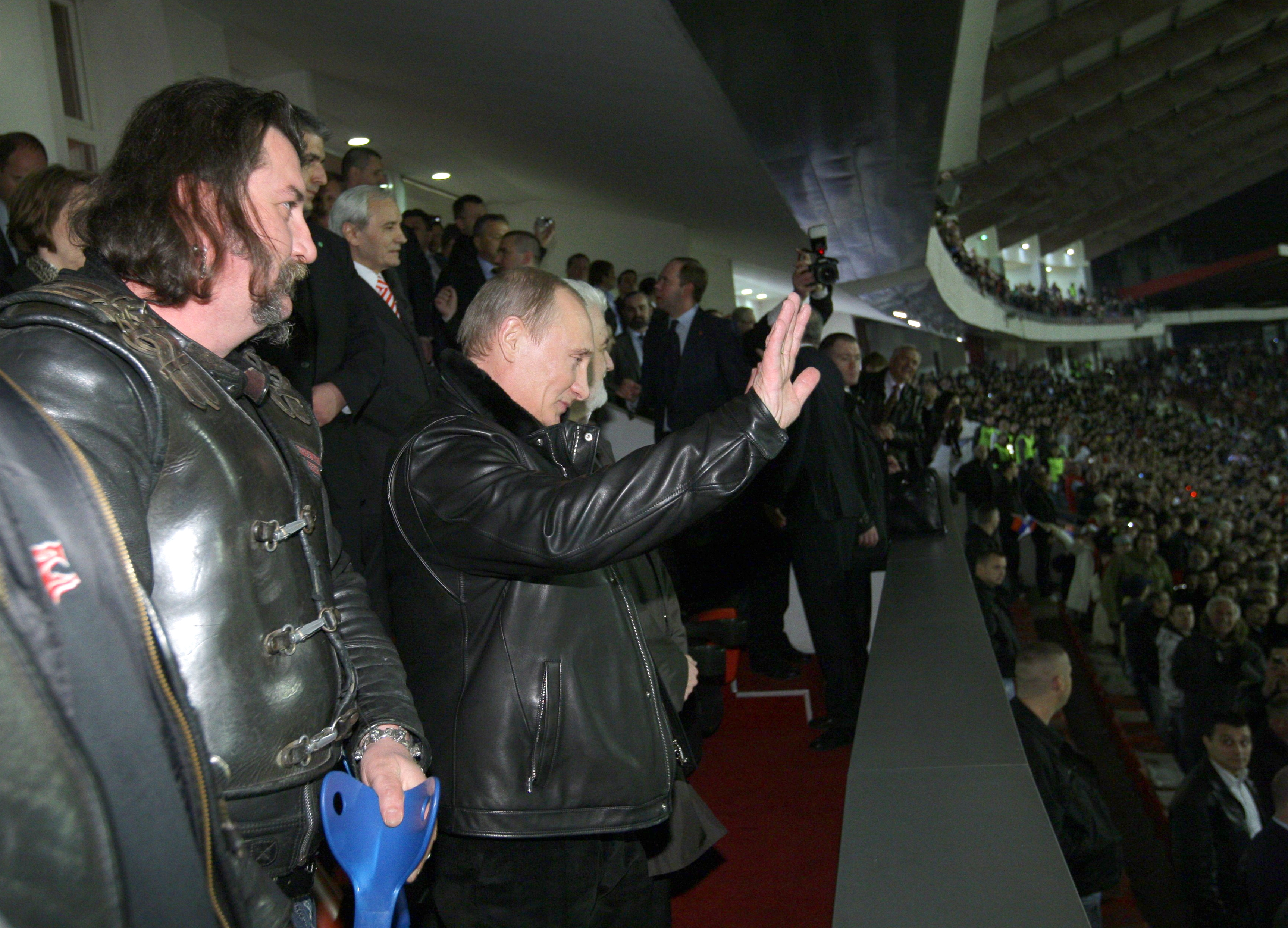
Vladimir Poutine au Stade de l'Étoile rouge en 2011

La Russie est populaire en Serbie, et de nombreux Serbes considèrent traditionnellement la Russie comme un allié proche en raison de l'héritage et de la culture slaves, ainsi que la foi orthodoxe que les deux pays ont en commun. Selon un sondage du Conseil européen des relations internationales, 54 % des Serbes considèrent la Russie comme un allié. En comparaison, 11 % voient en l'Union européenne un allié, et seulement 6 % voient les États-Unis de la même manière.
Lors de l'invasion russe de l'Ukraine en 2022, la Patrouille populaire, un groupe d'extrême droite, a organisé des rassemblements pro-russes à Belgrade, auxquels ont participé 4 000 personnes,,.

### Russophilie en Ukraine

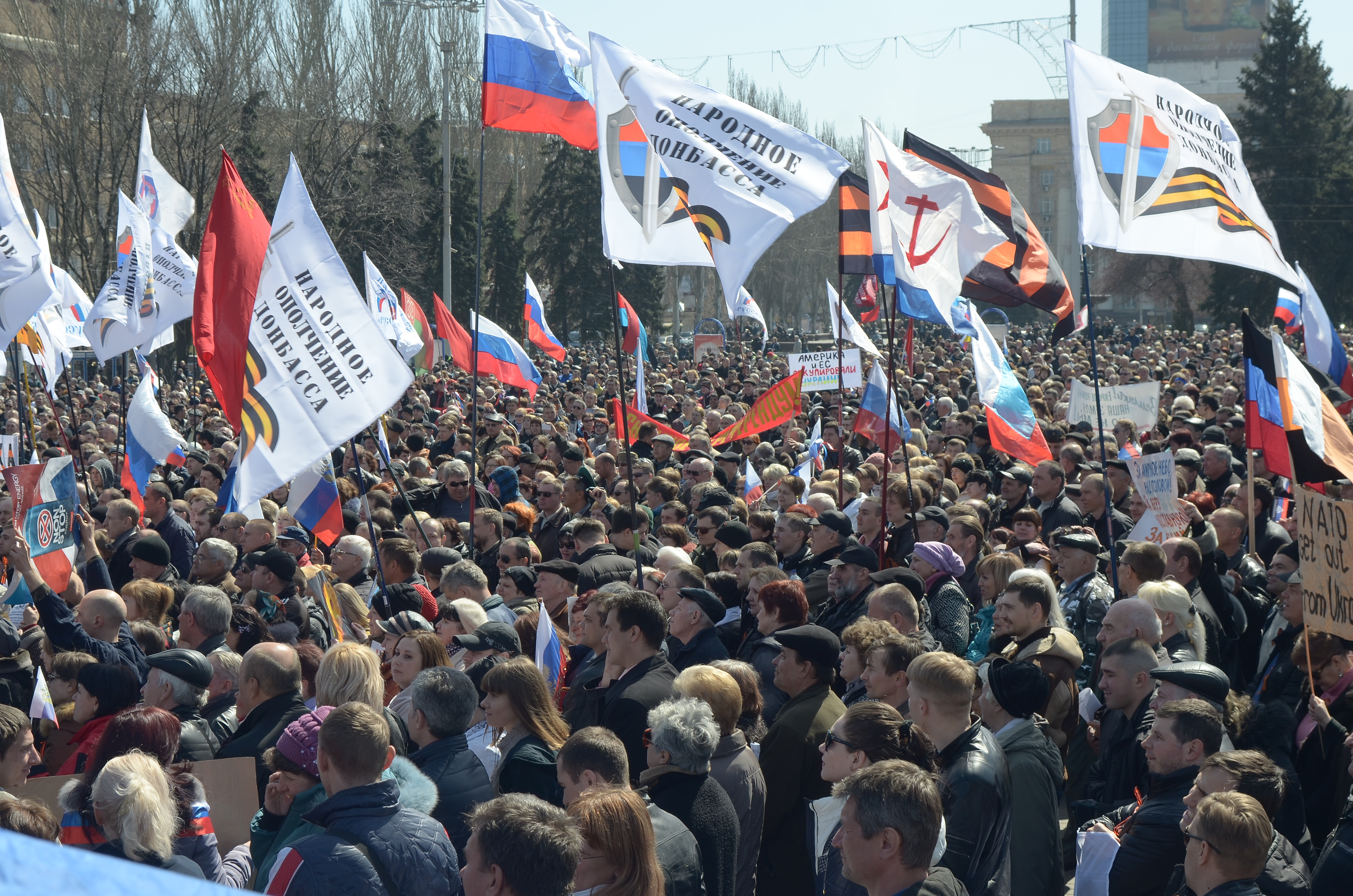
Des manifestants pro-russes à Donetsk, le 6 avril 2014.

Après l'indépendance de l'Ukraine en 1991, lors du référendum sur l'indépendance de l'Ukraine de 1991, 92 % (dont 55 % de Russes ethnique) ont voté pour l'indépendance du pays, mais certains Ukrainiens, principalement dans l'est et le sud du pays, sont traditionnellement en faveur d'une attitude plus russophile du gouvernement, allant d'un partenariat économique plus étroit à une union nationale complète. La Russie et l'Ukraine avaient des liens économiques particulièrement étroits et le parti politique russophile, le Parti des régions, est devenu le plus grand parti du Parlement ukrainien lors des élections législatives ukrainiennes de 2006, obtenant 33 % des voix. Il restera une force dominante dans la politique ukrainienne, jusqu'à la Révolution de la Dignité en 2014. 
À la suite de l'intervention militaire russe de 2014 en Ukraine, l'attitude générale des Ukrainiens envers la Russie et les Russes est devenue beaucoup plus négative, la plupart des Ukrainiens étant favorables à l'adhésion de leur pays à l'OTAN et à l'Union européenne.
Avec le début de l'agression russe de l'Ukraine à large échelle en 2022, l'électorat pro-russe est passé de 18-20 % à seulement 3-5 % ; il avait pourtant atteint 40 % entre 2010 et 2013.

### Sources et bibliographie
- (de) Peter Jahn, Russophilie und Konservatismus. Die russophile Literatur in der deutschen Öffentlichkeit 1831–1852, Klett-Cotta, 1980, 333 p.  (ISBN 978-3129121702)